# Hegyeslak

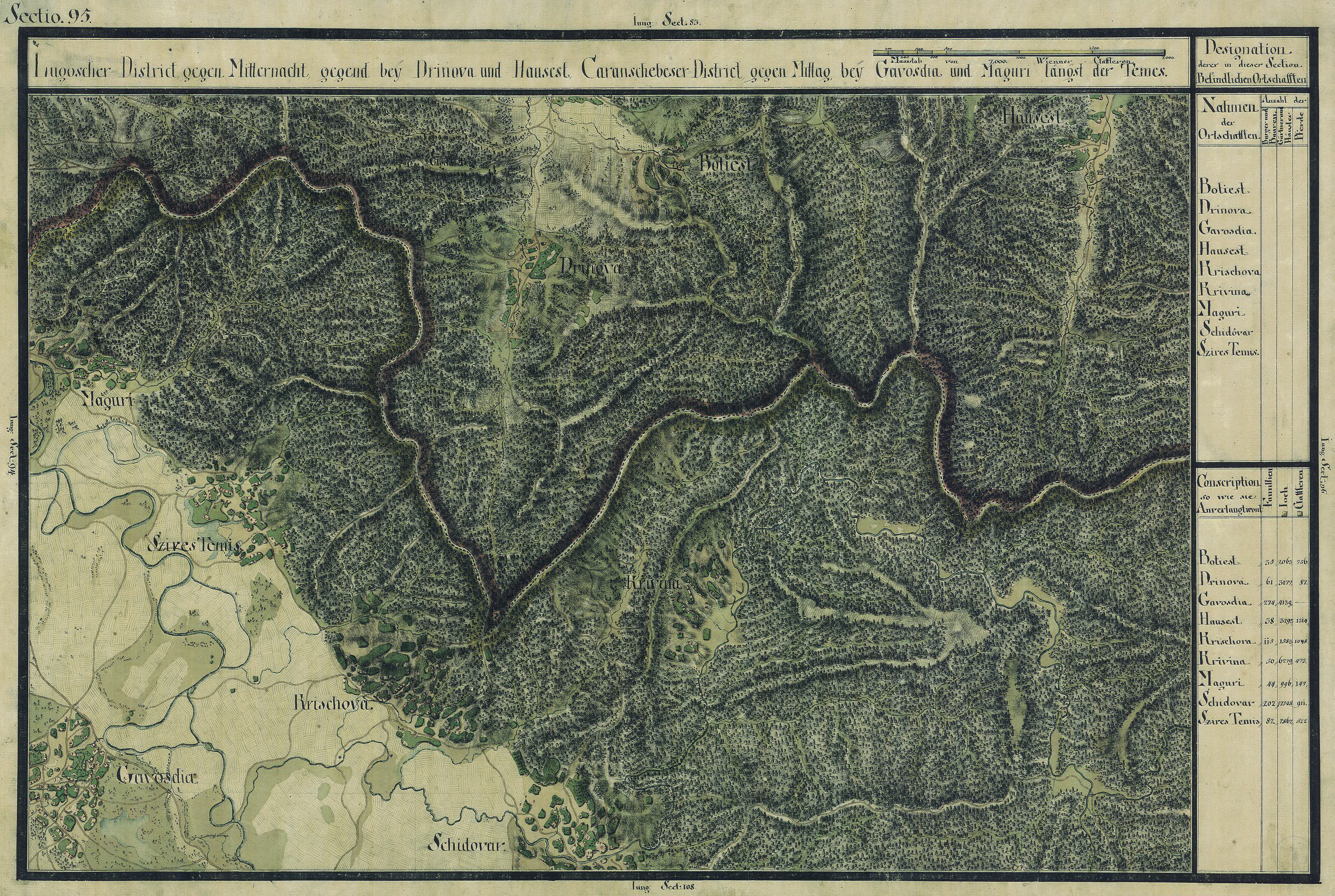
Hegyeslak egy régi térképen

Hegyeslak, románul: Hăuzești, település Romániában, a Bánságban, Temes megyében.

## Fekvése
Lugostól keletre fekvő település.

## Története
Hegyeslak a középkorban Krassó vármegyéhez tartozott.
Nevét 1464-ben említette először oklevél Hewgest néven. 1596 Hawgest, 1717-ben Atseste, 1808-ban Hauszest, Hausescht, Hausest, Hauszesti, 1851-ben Haunest, 1913-ban Hegyeslak néven írták. 
1851-ben Fényes Elek írta a településről: „Hauest, Krassó vármegyében, Bagyes hegy tövében: 267 óhitő lakossal, s anyatemplommal. Földesura  a kamara”
A trianoni békeszerződés előtt Krassó-Szörény vármegye Facsádi járásához tartozott.
1910-ben 341 lakosából 333 román, 7 magyar volt. Ebből 329 görögkeleti ortodox, 6 római katolikus  volt.